# Tyska örnens orden
Tyska örnens orden (tyska: Verdienstorden vom Deutschen Adler) instiftades den 1 maj 1937 av Adolf Hitler. Ordens storkors delades ut som ett diplomat- och hederstecken till icke tyska personer som ansågs förtjänta av det. Den tilldelades med svärd till militärer och utan svärd till civila. Korset är baserat på Johannitkorset med den tyska örnen vid varje hörn med ett hakkors. Utseendet och namnet var en imitation av den preussiska Svarta örns orden och Röda örns orden.
Den tyska lagen Gesetz über Titel, Orden und Ehrenzeichen från den 26 juli 1957 förbjuder bärandet av Tyska örnens orden samt andra symboler förknippade med nazismen.

## Mottagare
Se Kategori:Mottagare av Tyska örnens orden

### Svenska mottagare
Under perioden 1938 till 1945 tilldelades sammanlagt 254 personer i Sverige denna utmärkelse där de flesta svenska mottagare var militärer med rang över major. Dessutom var representanter för polisen och tullen vanliga mottagare. Ingen tilldelades denna utmärkelse efter 1942.